# Al-Quwwāt al-Musallahat al-Urdunniyya
Le Al-Quwwāt al-Musallaḥa al-Urdunniyya (in arabo القوات المسلحة الأردنية‎?), ossia Forze Armate Giordane, sono le forze armate della Giordania.

## Struttura e obiettivi
- Al-Quwwāt al-Barriyya al-Urdunniyya (Esercito)
- Al-ʿAmaliyyāt al-Khāṣṣa al-Mushtaraka al-Urdunniyya (Forze speciali)
- Al-Quwwat al-Jawwiyya al-malikiyya al-Urdunniyya (Aviazione)
- Al-Quwwat al-Baḥrīyah al-Malikiyya al-Urdunniyya (Marina militare)

## Galleria d'immagini

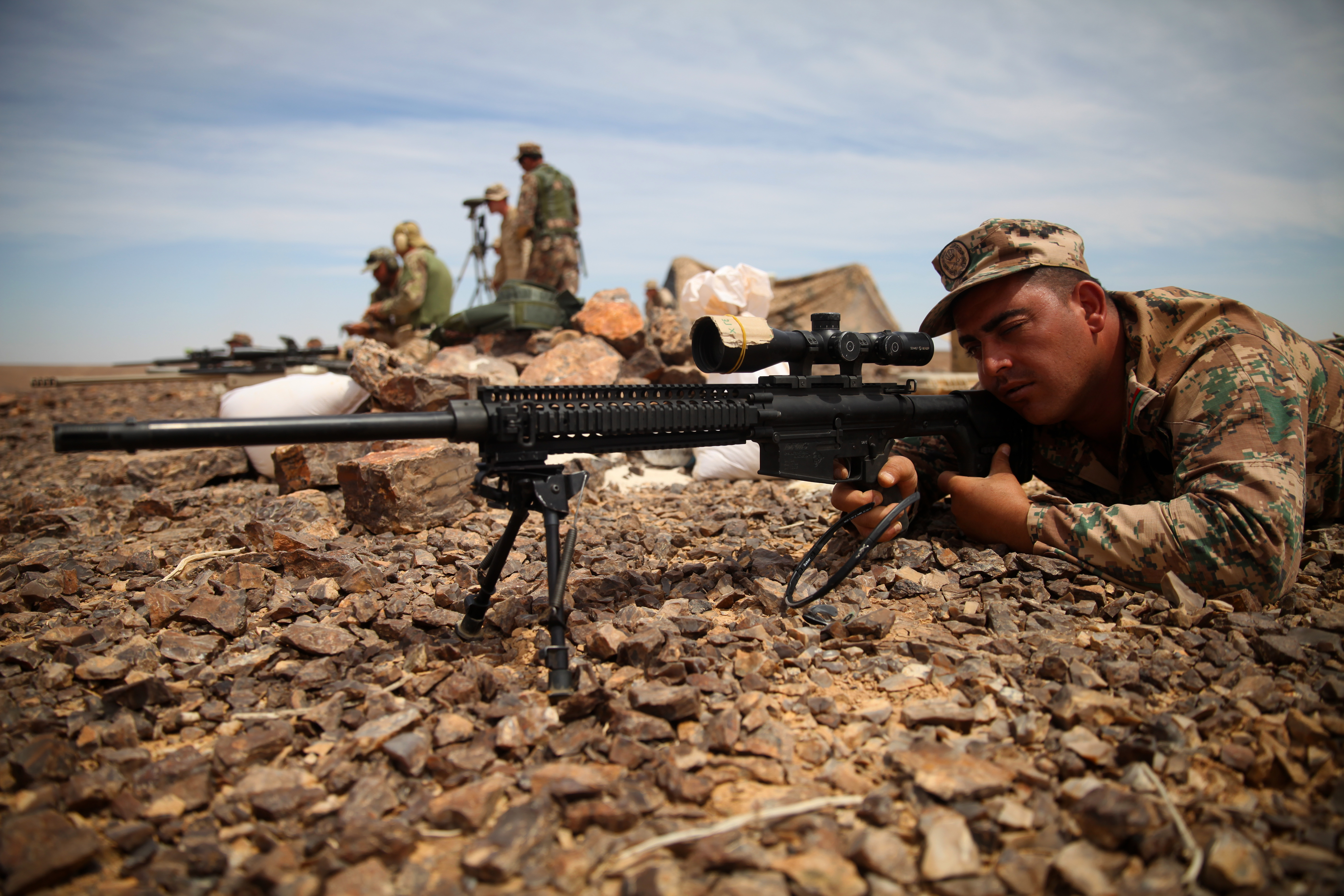
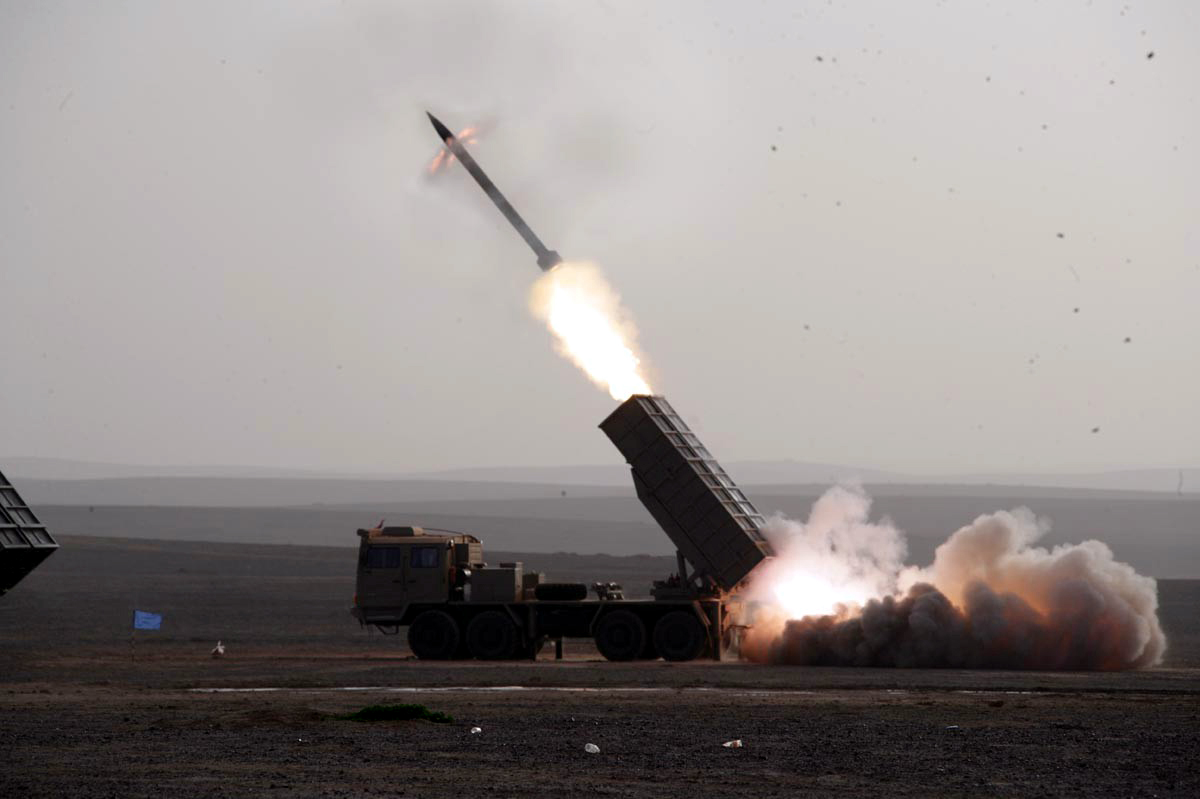
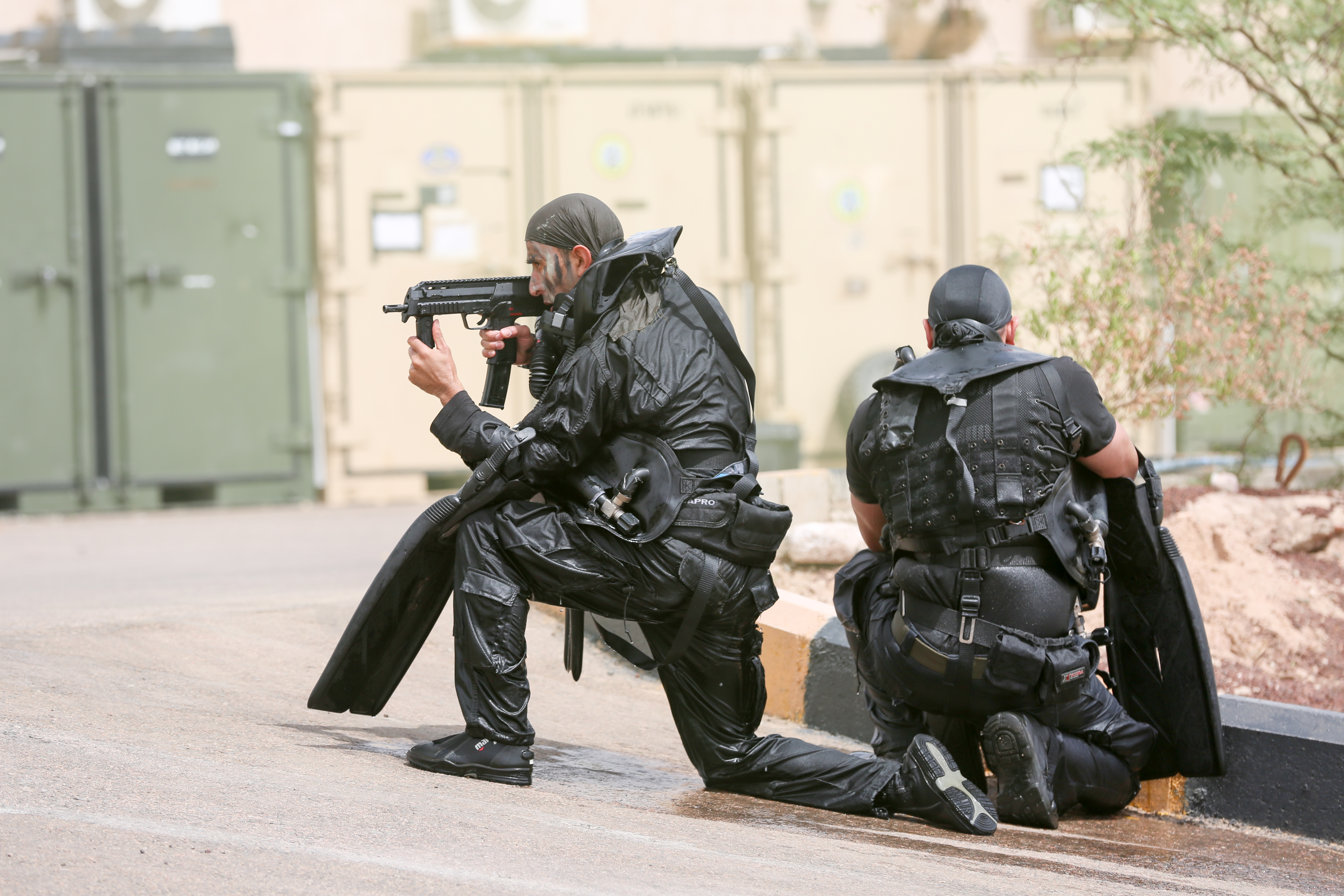
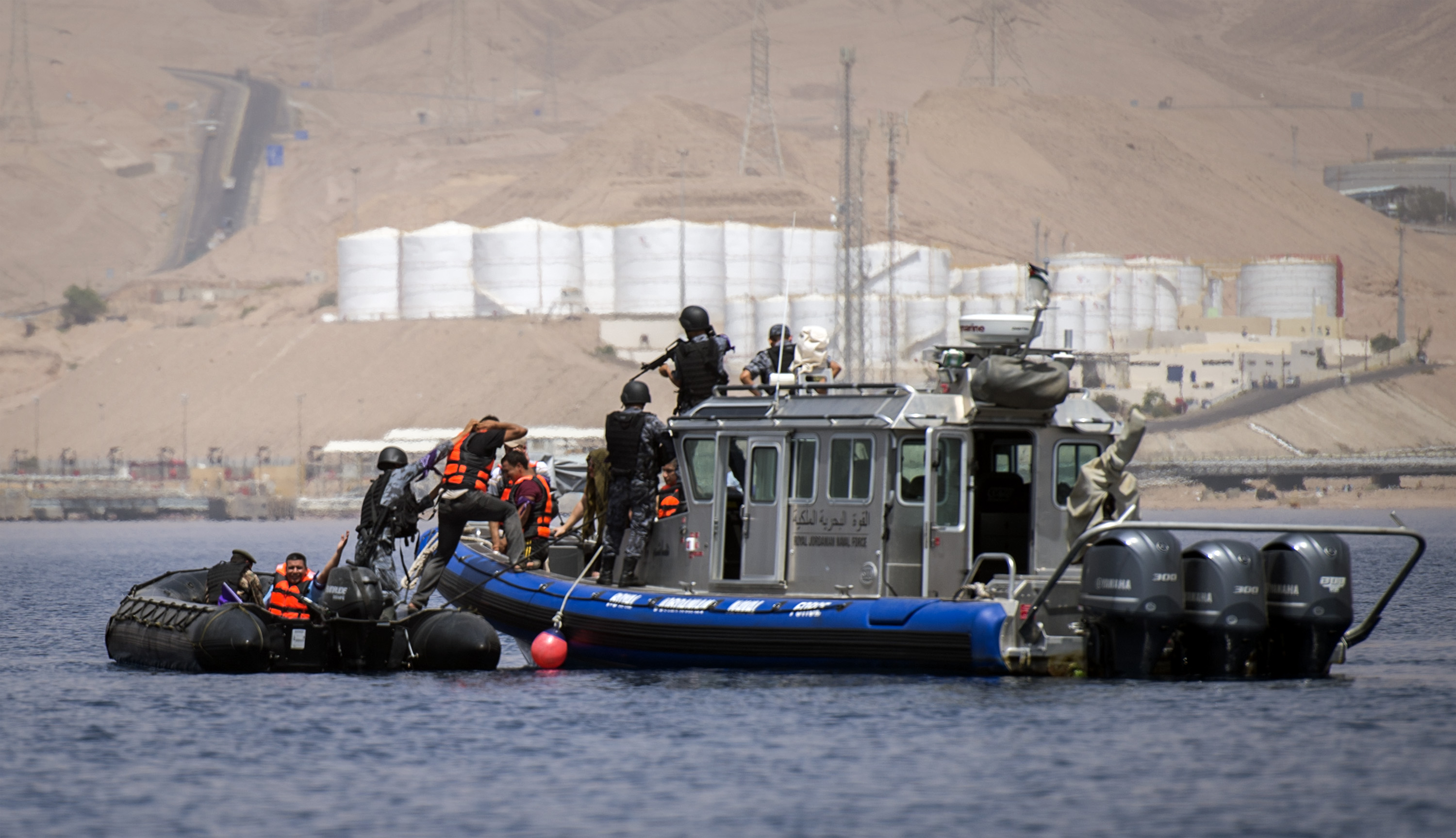
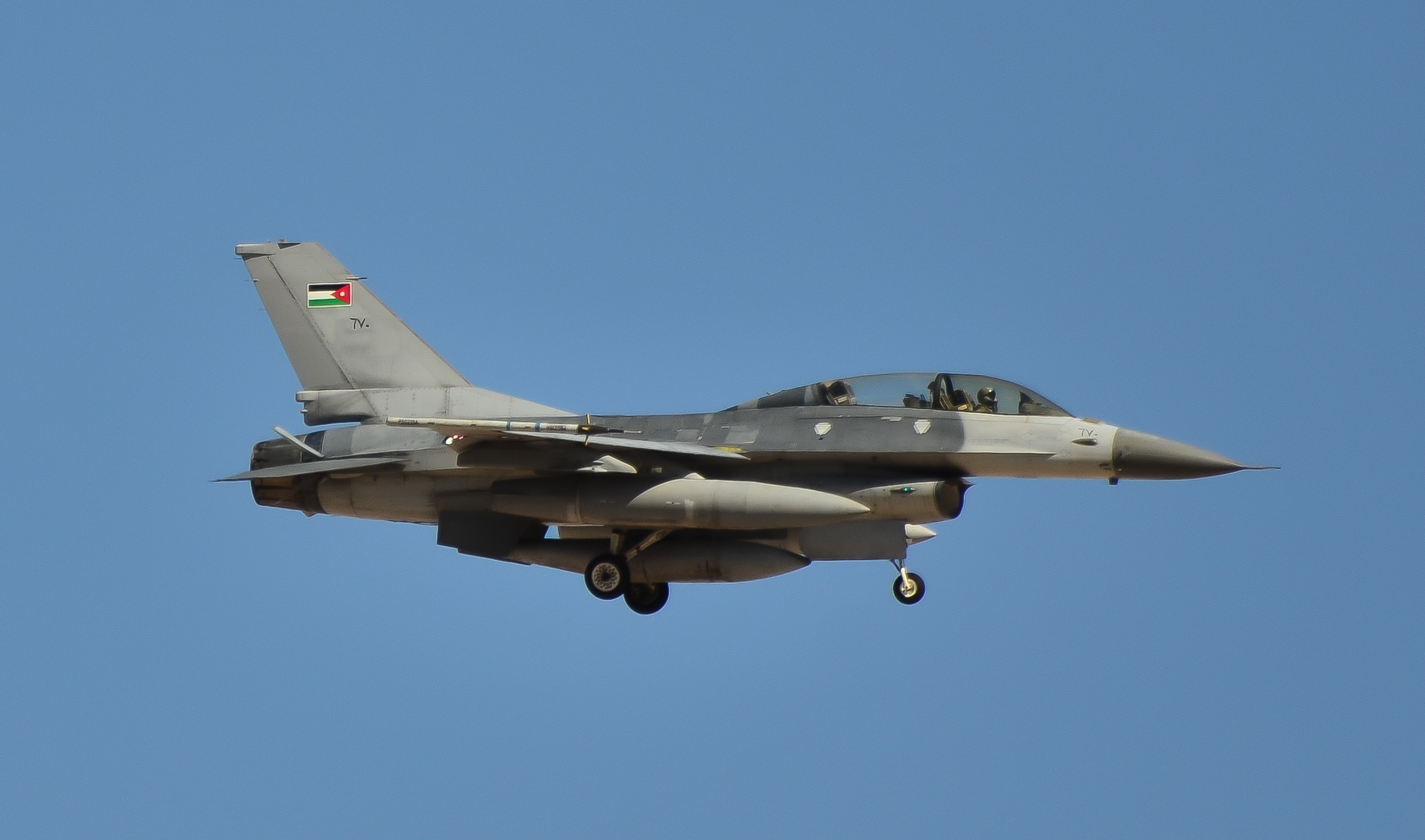